# 紅米 (科技品牌)
紅米（英文名稱为REDMI，2024年11月以前为Redmi）是中国科技公司小米集团旗下的子品牌，目前主要对外销售智能手机等电子产品，在便携式电脑及电视等大家电领域亦有涉猎。其前身为小米手机的红米系列产品线（即红米手机），于2013年7月31日随初代红米手机正式推出，被小米定义为“小米手机的青春版”。
2019年1月，小米集团宣布红米手机系列升级为小米集团旗下的独立品牌，并启用红米在国际市场的品牌名称“Redmi”作为该独立品牌的名称。
2024年11月21日，Redmi启用全新品牌标识，将首字母大写改为全大写，并将字体颜色改为玫红色。REDMI宣称，红色代表敢红的心气和能红的底气。全部大写字母代表全面强大的内心。

## 历史
2012年4月，中国移动的领导找到小米科技CEO雷军，希望小米研发支持TD-SCDMA网络的智能手机。7月，雷军决定谋划研发代号为“H1”的第一代红米手机。但“H1”因为核心配置较低，不满足雷军对红米手机的要求，随即宣告放弃，并开始了联发科四核平台“H2”的研发，而这款手机便是之后发布的初代红米手机。
2013年7月31日，小米公司与中国移动携手发布了第一代红米手机，售价799元人民币。2014年2月14日，红米手机电信版以红米1S的名义发布，随即分别在5月6日和8月12日推出了红米1S的移动／联通版以及移动4G单卡版本。
2014年3月19日，小米推出了初代红米Note，售价维持799元，迈出了小米手机向大尺寸显示屏方向发展的第一步。红米Note虽尺寸增加，但屏幕分辨率依旧维持在720p水平。
2015年1月4日，红米手机2发布，采用了更有活力和多彩的配色，后盖依然为聚碳酸酯材质。自这一代产品开始，红米产品线全部更新为支持4G网络的机型。
2016年，雷军计划将红米升级为独立品牌，并探索更高价位段的市场。7月27日，红米手机增加红米Pro产品线，首次在红米产品线上使用了双摄像头、OLED屏幕以及加工成本较高的铝合金一体化机身，最高配置的售价逼近2000元。但由于其搭载的联发科曦力X25处理器调度策略不佳、制程存在缺陷，国产OLED屏幕较差的素质以及难以令人满意的拍照效果，该款产品销售不到半年便下架退市，红米系列的首次高端化尝试宣告折戟。
2016年8月，雷军将红米产品线交予小米科技总裁林斌负责。8月25日，林斌首次主持红米手机的媒体沟通会。
2019年1月3日，小米公司通过微博正式宣布，红米手机从“产品线”升级为独立的子品牌，并启用其在国外运作的英文名“Redmi”作为品牌名称，聘任前金立集团总裁卢伟冰作为Redmi品牌总经理。1月10日，Redmi品牌独立后的首款产品Redmi Note 7发布，售价999元人民币起。
2019年5月28日，Redmi新设立K系列，作为Redmi品牌的旗舰系列产品线，并发布了Redmi K系列的初代产品Redmi K20及Redmi K20 Pro。其中Redmi K20 Pro采用了和小米9相同的高通骁龙855处理器，并将电池容量提升至4000mAh，采用了无开孔的高屏占比AMOLED屏幕。同时，Redmi还推出了首款14英寸笔记本电脑。
2019年12月10日，Redmi推出旗下首款5G网络机型Redmi K30，售价低至1999元起，是当时中国市场发售价格最低廉的5G机型。
2020年，Redmi首次推出专供海外市场的智能手机产品，Redmi Note正式拆分为国内和国际两个产品线。
2023年12月31日，卢伟冰不再担任Redmi品牌总经理，由原小米之家河南省分公司总经理王腾接任。
2024年11月21日，Redmi启用全新品牌标识，将首字母大写改为全大写，并将字体颜色改为玫红色。REDMI宣称，红色代表敢红的心气和能红的底气。全部大写字母代表全面强大的内心。

## 产品

### 手机
红米手机系列研发之初只谋划了红米数字系列和红米Note系列两个产品系列，分别于2013年7月和2014年3月发布首代产品。2016年7月，红米手机增设红米Pro系列，作为红米手机系列的高端产品线，但仅推出第1代之后便被小米科技取消。此后直至REDMI独立运作之前，红米手机一直维持小米旗下低阶产品线的定位，定价均为千元左右。
2019年Redmi品牌独立运作之后，于2019年5月重新设立旗舰产品线，命名为Redmi K系列。2020年5月，Redmi重新推出Redmi X系列，作为主要以年轻人群为目标客户的“轻旗舰”，试图与Redmi K系列形成高低搭配相互补充的格局，但次年便宣告取消，并以设立Redmi Note性能版的形式与Note系列合并。在不断调整手机产品线的规划之后，Redmi于2024年基本确立了以K系列、Turbo系列、Note系列及数字系列构成的手机产品线，覆盖自499元至4999元为目标价位的用户群体。
- 红米／REDMI数字系列：以「『红米／REDMI』+数字」命名的入门机型系列。2013年7月设置此系列并发布首代产品，命名为“红米手机”，自第二代起增加代际数字，在2021年前除2014年未迭代，2016、2019年内发布了两代以外，均一年迭代一次。其中，红米1和红米3曾分别推出后续增强机型红米1S和红米3S，红米5和红米6则增加高配机型红米5 Plus和红米6 Pro。2024年起，Redmi针对市场表现，逐渐将数字系列的主系列与Note系列的标准版合并，仅保留数字系列旗下的C系列和R系列继续更新。
另外，红米数字系列还增加了以下衍生版本：
  - 红米／Redmi数字A系列：以「『红米／Redmi』+数字+『A』」命名的入门衍生机型（A为Adolescent的首字母，意为“青春版”）。2015年3月随红米2A的发布而增设，是小米科技研发的智能手机中售价最低的手机产品。此后于2016年11月至2022年3月，共推出了7款迭代产品，另在海外市场推出多款衍生产品。在推出Redmi 10A之后，为统一小米集团旗下低价入门级产品的产品名称，自Redmi 12C起，Redmi数字A系列并入Redmi数字C系列。
  - 红米数字X／Redmi X系列：以「『红米／Redmi』+数字+『X』」命名的衍生机型（X为汉语拼音xinlingshou的首字母，意为“新零售”）。2016年6月随着红米3X的发布而增设。该机型主要推向线下市场（小米之家、小米授权零售店、小米小店等），采用了兼顾成本和外观的三段式金属机身方案。由于小米公司“新零售”的尝试遭遇挫折，在推出红米4X后，这一系列被搁置。2020年5月，独立运作之后的Redmi品牌试图此系列重新定义为与Redmi K系列相辅相成的“轻旗舰”系列，以较强的基础性能为主要卖点。但仅推出10X系列共三款机型之后，便因消费者认可度不高、与Note系列定位重叠等原因被取消。
  - Redmi数字C系列：以「『Redmi』+数字+『C』」命名的入门衍生机型。2020年随着Redmi 9C的发布而增设，是REDMI面向海外不发达地区推出的入门级智能手机系列，售价在120至170美元之间，以收入不高的人群为主要顾客。
  - Redmi数字R系列：以「『Redmi』+数字+『R』」命名的入门衍生机型。是2023年Redmi为中国大陆地区运营商线下门店而增设的机型系列，主要面向运营商门店、小米商城和少部分授权电商、部分小米之家授权专卖店等销售渠道，以中国大陆地区的乡、镇、村等末端市场的顾客为主要销售人群。
- 红米／REDMI Note系列：以「『红米／REDMI』+『Note』+数字」命名的中端机型系列。2014年设置这一系列并发布首代产品，自第二代起增加代际数字并不断迭代至今。Note系列初期被定义为红米手机的大屏版本，专为需要更大显示屏的消费者设计。自2019年起改为目标用户较为宽泛的普适性机型，次年起增设独立的海外产品序列。2021年Redmi X系列取消后，Redmi将X系列“性能旗舰”的定位安插至这一系列之中，与定位为入门级影像体验的Note系列机型共同销售，力图覆盖更多用户以及更广泛的市场。
作为REDMI品牌旗下设置机型最多、价位段覆盖最广的机型系列，红米／REDMI Note系列主要包含以下衍生版本：
  - Note数字X／数字A系列：以「『红米』+『Note』+数字+『X』／『A』」命名的中端衍生机型（X为汉语拼音xinlingshou的首字母，意为“新零售”；A为Adolescent的首字母，意为“青春版”）。是小米在2017年配合其向线下市场扩张而推出的机型系列，这一系列仅有红米Note 4X（含高通平台版及联发科平台版）和红米Note 5A（含标准版及高配版）四款机型，这一系列同样由于小米公司“新零售”的尝试遭遇挫折而被取消。
  - Note数字S系列：以「『Redmi』+『Note』+数字+『S』」命名的中端衍生机型（S为Super的首字母，意为“超级”）。于2019年在印度以Redmi Note 7中国大陆版引入印度市场为由而增设，作为印度版Redmi Note 7的增强版本，自9S起改为在以欧洲为代表的国际市场推出，自11S起增设支持5G网络的版本。这一系列不在中国大陆地区进行销售。
  - Note数字T／数字Turbo系列：以「『Redmi』+『Note』+数字+『T』／『Turbo』」命名的中高端衍生机型（T为Turbo的首字母，意为“性能”）。于2019年以Redmi Note 8国际版的名义增设，后发展为Redmi Note系列旗下的性能增强机型。2022年5月24日，REDMI将该系列定义为性能取向的中高端系列，先后推出了Redmi Note 11T Pro（Pro+）和Redmi Note 12 Turbo共三款机型。2024年4月，该系列脱离Redmi Note系列，更名为REDMI Turbo系列。
  - Note数字E／数字R系列：以「『Redmi』+『Note』+数字+『E』／『R』」命名的衍生机型。是2022年Redmi为中国大陆地区运营商线下门店而增设的机型系列，主要以运营商门店、小米商城和少部分授权电商、部分小米之家授权专卖店为销售渠道，意图覆盖中国大陆地区的乡、镇、村等末端市场。这一衍生系列的高阶版本另附有Pro后缀。
除上述衍生系列之外，Redmi Note系列仍在全球多个市场推出了多个无规律的衍生版本，本条目不再赘述。
- 红米Pro系列：以「『红米』+『Pro』」命名的旗舰机型。是小米为红米手机高端和品质化所设计的首款机型，仅发布了红米Pro一款。
- Redmi Y系列：以「『Redmi』+『Y』+数字」命名的中端机型系列。是小米自2017年开始根据印度市场用户反馈而推出的以自拍为卖点的机型系列，仅供印度市场发售。在推出第三代后不再推出新款迭代产品。
- 红米S系列：以「『红米』+『S』+数字」命名的中端机型（S为Selfie的首字母，意为自拍）。是红米于2018年为苏宁商城推出的定制机型，该系列仅发布了红米S2一款，主打自拍和美颜。
- Redmi Go系列：以「『Redmi』+『Go』」命名的入门机型。于2019年在印度及欧洲等部分海外市场推出。搭载原生Android系统，仅发布了Redmi Go一款。
- REDMI K系列：以「『REDMI』+『K』+数字」命名的旗舰机型系列（K为REDMI吉祥物KINO的首字母，也有King（王）之意）。是Redmi独立后重新推出的定位于高端的机型系列，以数字20为初代。此系列的前两代产品以全方面的极致体验为产品理念，自K40系列起则转为主打极致性能及日常体验的中高端手机产品，自K80系列起重新定义为全能旗舰，面向购机预算为2000至4000元人民的顾客群体。
REDMI K系列主要包含以下两个衍生版本：
  - REDMI K至尊版系列：以「『REDMI』+『K』+数字+至尊版」命名的旗舰衍生机型系列（「至尊版」转译英语时命名为Ultra）。2020年8月随Redmi K30至尊纪念版的发布而增设[註 2]，初代为庆祝小米集团成立十周年而发布的特别版本，基于Redmi K30 Pro的外观重新设计研发，在2021年停更后，于2022年8月恢复更新，并在后缀上去除了“纪念”二字，英语后缀则保持不变。REDMI K至尊版系列固定于每年夏季发布，产品定义由K系列正代产品的市场反馈而确定，定位介于K系列标准版与K系列Pro版之间，并采用与正代不同平台的高端处理器。REDMI K至尊版系列机型在变更部分元器件规格后，于国际市场以小米数字T系列的名义销售。
  - Redmi K电竞版系列：以「『Redmi』+『K』+数字+游戏增强版／电竞版」命名的旗舰衍生机型系列（「游戏增强版/电竞版」转译英语时命名为Gaming）。2021年4月随Redmi K40游戏增强版推出，针对手机游戏的特性，在机身设计上做出特殊设计，增设物理肩键以及多麦克风，可以实现和掌机类似的操控体验。该系列事实上为Redmi X系列经重新定义后推出的版本，由于游戏手机品类用户面窄以及连续两代产品市场反馈不佳，该系列于2022年12月宣告取消。
- REDMI A系列：以「『REDMI』+『A』+数字」命名的入门机型系列，于2022年在印度及欧洲等部分海外市场推出。与Redmi Go同样搭载原生Android系统。
- REDMI Turbo系列：以「『REDMI』+『Turbo』+数字」为命名的中高端机型系列。该系列原为Note系列旗下的性能取向系列，2024年4月自Note系列剥离，并发布首代产品Redmi Turbo 3[註 3]。2025年1月，该系列的第二代机型发布。

此外，个别机型在中国大陆市场及海外市场的名称存在差异，与此同时，部分红米机型仅在海外市场（含港澳台）发售，无法在中国大陆市场直接购买。

### 配件及智能硬件
REDMI品牌独立前，所有不同定位档的智能硬件均标以小米或米家品牌，这成为了小米提升既有智能硬件产品定位的障碍。2019年开始，小米集团实行手机+AiOT战略，REDMI品牌也于2019年3月起陆续推出了波轮洗衣机、蓝牙耳机、笔记本、智能电视等智能硬件。截至2020年5月，REDMI已初步形成以电视、笔记本电脑、智能音箱为主的智能硬件产品系列。
- Redmi洗衣机：首款波轮洗衣机于2019年3月推出，是REDMI品牌首个非手机产品线。此产品线仅提供基本洗涤功能，无法连入米家。截至2020年5月，Redmi波轮洗衣机共推出了1A和1S两个型号，洗涤重量均为8kg。
- REDMI Book笔记本电脑：首款REDMI Book产品为2019年5月推出的RedmiBook 14，后又逐渐覆盖到13英寸和16英寸，所搭载的处理器也有英特尔和AMD两个品牌可选。自2019年12月推出的RedmiBook 13起，REDMI开始在不包括游戏本的笔记本产品线采用高屏占比的B面设计，即“全面屏”设计。2020年5月推出了RedmiBook 14的第2代，8月则发布了侧重于游戏体验的Redmi G游戏本，2021年2月推出了高端系列RedmiBook Pro。随后，REDMI取消了定位较低的RedmiBook Air产品线，分别面向主流消费用户以及主流游戏用户。
- REDMI智能电视：REDMI的首款智能电视于2019年8月推出，即70英寸款。自2020年起，REDMI智能电视增设了满足基本功能体验的A系列及质感和性能都较均衡的X系列两个产品系列，产品价格段自999元至19999元不等。
- REDMI智能穿戴设备：REDMI于2020年4月3日推出Redmi智能手环，并于2020年11月推出首款智能手表（REDMI Watch）。目前，智能手环已推出至第三代，智能手表则推出至第五代。
- REDMI智能硬件：REDMI旗下配件主要有无线蓝牙耳机（REDMI Buds）、移动电源、路由器和小爱音箱四个品类。其中路由器和小爱音箱可连入米家，并与小米智能硬件相互兼容。
- REDMI手机配件：REDMI品牌有若干款保护壳和贴膜在售，均在小米商城上架。
- REDMI Pad平板电脑：Redmi于2022年10月4日在海外市场推出首款入门级平板，后于10月27日引入中国大陆市场。随后，Redmi分别于2024年5月、2025年6月在中国大陆市场发布了定位于主流消费者的Redmi Pad Pro和定位于游戏玩家的REDMI K Pad。

### 生活百货
REDMI还在生活百货领域进行布局，比如推出了20寸的Redmi旅行箱，售价299元人民币。

## 系统及服务

### 手机
所有红米／Redmi手机（除Redmi Go外）均采用和小米系列手机相同的系统固件MIUI（自Redmi K70系列起预装小米澎湃OS），基于Android深度定制。目前，MIUI最新版本为MIUI 14，小米澎湃OS最新版本为澎湃OS 2.0。MIUI及澎湃OS均为不同用户群体提供了开发进度不同的系统固件，以便用户使用或测试。Redmi品牌独立后，自Redmi Note 7开始，开机时的系统等待画面由MI字Logo替换为Redmi的Logo，“关于手机”界面也不再显示“小米手机”字样。
与小米系列手机相同，红米／Redmi系列所有机型出厂时均搭载MIUI稳定版，用户可在MIUI官网自行下载开发版或内测版进行使用。2019年7月5日，MIUI团队对Redmi各机型的系统开发模式进行重新调整，自Redmi 8起，停止提供Redmi入门机型的开发版／内测开发版固件，并对开发版／内测开发版的刷机固件在获取资格上进行严格限制，所有欲使用上述版本的系统固件的用户，均需通过小米社区APP进行申请，申请通过后方可下载固件包，MIUI官网亦不再公开提供开发版固件包。
另外，红米／Redmi机型虽然可以对系统进行Root，但为安全考量在MIUI系统中设置了刷机锁（Bootloader，简称BL锁)，MIUI下载页面也提供在原厂预装固件时所用的应用程序“MiFlash”以及刷机锁解锁工具（以上二者均只能在Windows中运行），以备用户下载使用。现时，用户如需Root需要先将设备与小米账号进行绑定，并在官网进行申请后才可获取解锁工具进行解锁，该机制与小米系列手机相同。
在中国大陆以外的国家和地区销售的红米／Redmi机型内置了完整的谷歌服务以及谷歌应用商店。而自2019年起，在中国大陆市场销售的Redmi高端机型亦开始内置谷歌服务框架（如Redmi K系列），此谷歌服务框架默认为关闭状态，可在“账号与同步”的“谷歌基础服务”中进行开启或关闭操作。2021年2月起，在中国大陆市场未预装谷歌服务框架且仍在开发版系统维护周期的Redmi机型上，小米对用户以Root和刷机之外的其它方式自行安装的谷歌服务框架进行了功能限制，用户在未出厂预装谷歌服务框架的Redmi机型上无法正常使用谷歌服务框架。
Redmi各款手机均内置语音助手小爱同学，实现语音控制智能家居、进行日常操作等功能，其中部分机型支持息屏语音唤醒。此外，针对支持NFC功能的Redmi机型，系统还内置了“小米钱包”APP，用以设置公交卡、门卡等功能。

### 笔记本电脑
所有Redmi笔记本电脑均预装Windows操作系统，并附带Office家庭和学生版系列套件。不同于联想等便携式电脑品牌，Redmi笔记本电脑与小米笔记本一样不预置系统恢复软件，但可自由下载和安装由微软提供的Windows系统镜像。
Redmi笔记本电脑内置驱动可在笔记本内的存储介质或小米社区中找到，小米授权服务中心也支持系统的重装操作。

### 电视
Redmi电视与小米电视一同搭载基于Android的MIUI TV版（即Patchwall）操作系统。

## 功能

### 双卡双待
红米手机自初代便已支持主卡3G+副卡2G待机的双卡双待，是小米全线产品中最早支持双卡双待功能的手机。而此功能直至2015年1月小米Note发布才得以在小米手机产品线上推出，比红米系列手机晚了1年有余。
早期红米手机的双卡双待方案使用的是联发科平台的双卡双待方案，作为2G状态驻网的副卡只能接打电话，无法使用该副卡上网。自红米3之后红米手机的双卡双待可支持自主选择主卡，并在2018年红米Note 5发布时支持了双卡双4G网络驻网待机，2020年5月发布的Redmi 10X 5G则支持了双卡双5G网络驻网待机。

### 立体声双扬声器
Redmi独立运作前，立体声双扬声器作为区分价格段的功能卖点，仅在小米品牌手机上搭载。Redmi独立运作后，于2020年8月发布的Redmi K30至尊纪念版上首次搭载了立体声双扬声器功能。顶部副扬声器通过大尺寸的听筒兼任，与小米10至尊纪念版的实现方式相同。此后，在Redmi Note 9系列和Redmi K40系列上，这一功能被沿袭下来，成为Redmi品牌中高端机型的必备硬件功能。而Redmi Note 11系列的高阶机型更是搭载了对称式立体声双扬声器，顶部发声单元与听筒部件相互独立，提高了外放体验。

### 全功能近场通讯技术
Redmi自2019年独立运营后，开始在其增设的Redmi K系列机型中增加NFC功能，拥有和小米手机相同的Mi Pay移动支付、读取NFC智能卡、写入NFC智能卡、模拟公交卡和门卡等功能。2019年8月，该功能在Redmi Note系列上首次搭载，内置于中国大陆版的Redmi Note 8 Pro及面向海外地區销售的Redmi Note 8T两款机型上。2023年8月，该功能在Redmi数字系列上实现搭载，至此除低价入门级产品线外，Redmi实现了该功能在手机产品上的全覆盖。
此外，包含Redmi 9、Redmi Note 9系列等多款针对海外市场推出的机型均支持Google Pay，但这些机型由于不支持刷入MIUI的中国大陆版，故不支持小米支付（Mi Pay）。

### 红外遥控
红米手机自红米3、红米Note 2开始，支援了红外遥控功能，可通过预装的“小米遥控”APP使手机作为红外遥控器使用。然而，2018年推出的红米6和红米6A不支持此功能，自Redmi Note 7开始重新支持。
由于Redmi K20系列采用的升降前置相机模组难以满足红外模块的空间而取消了红外遥控发射器，自Redmi K30系列开始重新支持。

### 老人模式
红米手机自初代发布便支持独立的老人模式，开启后可将手机的系统桌面变为字体极大的、仅在主界面保留基本功能桌面。MIUI 9发布后该功能变为在其自带的应用市场另行提供，不再随机预装在出厂系统之中。

### 多后置摄像头
红米手机是小米系列手机中最早试水后置多摄像头的产品系列。早在2016年7月27日发布的红米Pro便已支持双摄像头成像，在其后续机型一度取消该配置之后，红米Note 5再次支持双摄像头，而在海外地区发售的红米Note 6 Pro则更进一步，支持了前置双摄像头拍照。
2019年Redmi独立运营后，Redmi在Redmi Note 8系列上支持了后置四摄，此后该配置迅速覆盖了Redmi旗下的各价位系列。

## 代言人
2016年红米Pro发布会前，小米科技正式为红米手机签订三名代言人—吴秀波、刘诗诗和刘昊然（现已不再代言）。
2019年12月3日，独立后的Redmi正式宣布Redmi品牌首位全球品牌代言人：王一博。2023年12月31日，Redmi与王一博为期4年的代言合作期结束。
2024年11月21日，REDMI宣布樊振东任REDMI品牌冠军大使。

## 相关事件
- 红米Note 2发布会结束之后，京东平台对其产品介绍中加入了诸如“夏普屏幕”、“三星摄像头”的文案（小米商城及其它平台均为原海报），但实际上该款手机相关零部件为数个厂家共同供应（如屏幕的生产商使用了天马和友达）。部分买到该款手机的消费者指责小米“以次充好”，进行了虚假宣传。
- 红米Note 2被曝有Wifi断流故障，原因是使用了联发科曦力X10处理器[17]，并有消费者建立了维权群，发起对小米公司的维权行动。
- 红米Pro发布前，小米使用“十核双茎头”文案为该机预热，以谐音“十核”、“双镜头”两个卖点[18]。但该文案一出立刻招致部分网友对该文案涉嫌低俗炒作进行指责（“双茎头”为女用情趣玩具的一种类型），随后小米公司对文案及宣传视频进行了修改。
- 小米在红米Note 5的宣传页面上使用Type-C接口（页面出错后立即撤下并更换上正确的示意图）、支持电信4G+的不实参数，引发用户讨论。在消费者的投诉后，官方在无任何说明的条件下修改掉了错误的参数。此前，红米5在发布后上线的宣传页面上，对其机身接口位置也有错误的表述，后更换为正确的示意图。

## 外部連結
- 小米商城官方网站 （页面存档备份，存于）